# Taeniophyllum jadunae
Taeniophyllum jadunae är en orkidéart som beskrevs av Rudolf Schlechter. Taeniophyllum jadunae ingår i släktet Taeniophyllum och familjen orkidéer. Inga underarter finns listade i Catalogue of Life.